# منتخب بنما للكريكت
منتخب بنما الوطني للكريكت (بالإسبانية: Selección de criquet de Panamá)‏ هو ممثل بنما الرسمي في المنافسات الدولية في الكريكت .